# Комаровский мост
Комаро́вский мост — автодорожный железобетонный рамный мост через реку Охту в Красногвардейском районе Санкт-Петербурга. По мнению ряда авторов, относится к числу лучших ленинградских мостов 1960-х годов.

## Расположение
Расположен в створе Комаровского проезда, соединяя его с Красногвардейской площадью. Выше по течению находится мост Красный Судостроитель, ниже — Малоохтинский мост. Ближайшая станция метрополитена — «Новочеркасская».

## Название
Название моста дано по Комаровскому переулку, в створе которого он изначально располагался. Переулок получил название по фамилии владельца суконной фабрики, располагавшейся рядом с 1830-х годов.

## История
Еще в начале XVIII века в устье Охты существовал разводной деревянный мост. Он располагался ниже по течению, где в Охту впадала речка Чернавка (ныне засыпана). Мост на существующем месте, в створе Комаровского переулка, был сооружён в 1911 году в составе проекта строительства Большеохтинского моста и перепланировки прилагающей территории. Это был деревянный пятипролётный ригельно-подкосный мост. В 1926 году при прокладке трамвайных путей на Охту его перестроили в дереве. В 1943 году деревянные пролётные строения были заменены на металлические. К 1958 году обветшавший мост был закрыт для движения транспорта. Существующий мост построен в 1960 году по проекту инженеров института «Ленгипроинжпроект» В. В. Зайцева, Б. Б. Левина и архитектора Л. А. Носкова. Строительство моста вели СУ-1 и СУ-2 треста «Ленмостострой» под руководством инженеров В. В. Макарова и О. А. Розова.

## Конструкция

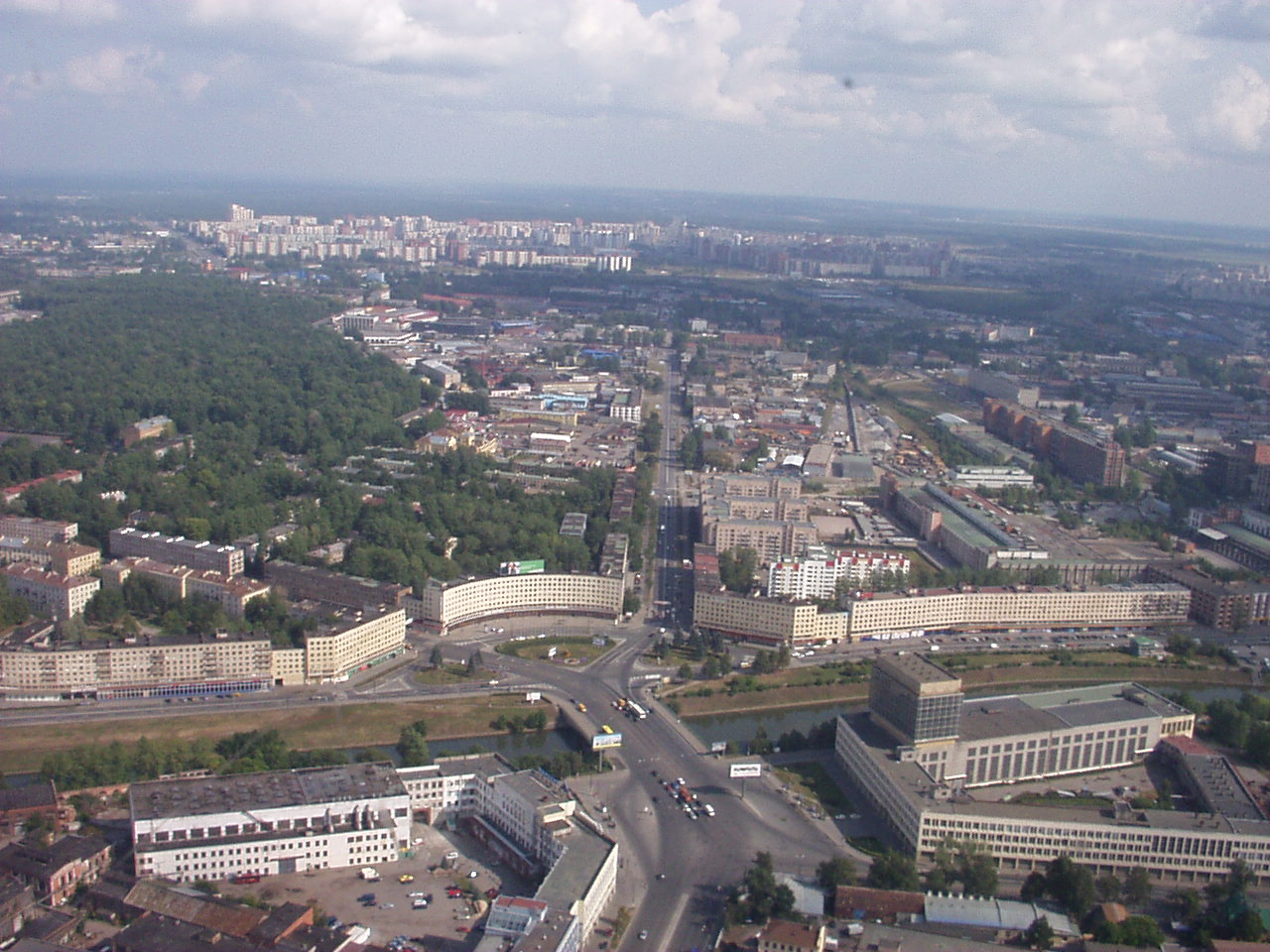
Вид на Комаровский мост и округ Большая Охта

Мост однопролётный железобетонный рамный. Статическая схема — двухшарнирная рама с криволинейным очертанием нижнего пояса. Пролётное строение состоит из 6 монолитных ригелей с опорными «ногами», поперечных железобетонных балок и железобетонной плиты проезжей части толщиной 18 см. Ширина ригелей постоянная 90 см. Расчетный пролёт его рам — 53 м, пролёт в свету (по урезу воды) — 50 м. Ригели очерчены по дуге круга. Крайние рамы имеют консольные крылья, входящие в откосы набережной. На опорах «ноги» рам объединены мощными поперечными балками, которые выравнивают давление от пролётного строения на устои. Шарнирное опирание пролётного строения на железобетонные подферменники устоев осуществлено свинцовой прокладкой, обёрнутой в латунные листы. Устои массивные железобетонные на свайном основании из деревянных свай. Фасады и устои облицованы розовым гранитом. Полная длина моста составляет 72,7 м (длина моста по перильному ограждению составляет 75,3 м), ширина — 47 м.
Мост предназначен для движения автотранспорта, трамваев и пешеходов. Проезжая часть моста включает в себя 8 полос для движения автотранспорта (по 4 в каждом направлении) и 2 трамвайных пути. Покрытие проезжей части и тротуаров — асфальтобетон. Тротуары отделены от проезжей части гранитным парапетом. Перильное ограждение — чугунные решётки художественного литья, завершаются на устоях гранитными парапетами. На устоях устроены гранитные лестничные спуски к воде: на правом берегу — с низовой и на левом берегу — с верховой стороны. К мосту примыкает низкая железобетонная подпорная стенка, облицованная гранитом.